# Bitwa pod Carpi
Bitwa pod Carpi – starcie zbrojne, które miało miejsce 9 lipca 1701 na włoskim teatrze działań, zapoczątkowując wojnę o sukcesję hiszpańską.

## Wprowadzenie
W założeniu, że Habsburgowie znaczną część wojsk cesarskich skierują do walk z Francuzami nad Dunajem i Renem, na obszar północnych Włoch niespodziewanie wkroczyła silna armia francuska pod wodzą marszałka Nicolasa de Catinata, licząca 39 tys. ludzi (w tym 9 tys. jazdy). Pomiędzy styczniem i kwietniem 1701 połączone wojska francusko-hiszpańsko-sabaudzkie posunęły się daleko na wschód, wpuszczone do sojuszniczych księstw Mediolanu i Mantui i zajmując tamtejsze ważne strategicznie twierdze. Do maja francuski dowódca obsadził wszystkie przejścia  górskie w Alpach, zaś główne swe siły skoncentrował pod Rivoli pomiędzy Adygą i jeziorem Garda; dalej barierę stanowiło terytorium neutralnej Republiki Wenecji.

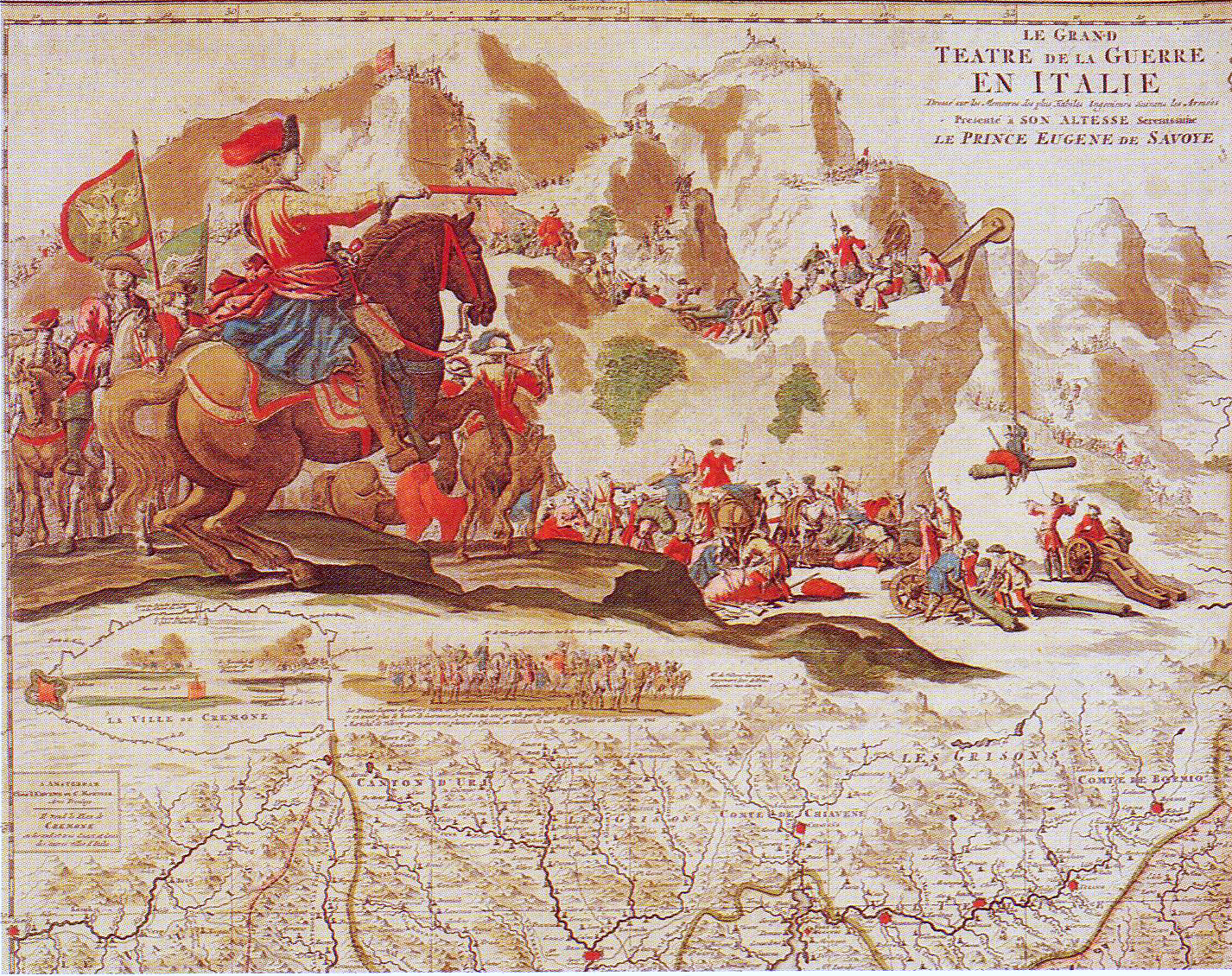
Przejście wojsk cesarskich przez Alpy (barwny miedzioryt współczesny)

Wobec braku powodzenia ofensywy frontalnej, stojący na czele 32-tysięcznej armii cesarskiej książę Eugeniusz Sabaudzki zmylił francuskiego dowódcę markując nielicznymi oddziałami ruch w kierunku jeziora Garda, natomiast główną siłą swej armii przechodząc Alpy Tessyńskie (27 maja – 4 czerwca) od Rovereto wzdłuż Adygi i wkraczając na terytorium Wenecji z naruszeniem jej neutralności. W ten sposób bez formalnego wypowiedzenia wojny przeniósł działania na obszar Włoch, gdzie jego głównym strategicznym celem w Lombardii był Mediolan.

## Działania poprzedzające
Oczekując Austriaków organizujących tymczasem zaopatrzenie i poszukujących możliwości przekroczenia Adygi, de Catinat rozlokował swe wojska kordonem wzdłuż rzeki. Wojskom cesarskim udało się jednak sforsowanie jej pod Castebaldo, gdzie zajęły sztuczną wysepkę Villabuona, położoną między kanałami Bianco i Malopera oraz rzeczką Tartaro.
Wówczas nakazując ruch na południe jednostkom, które przekroczyły Pad, ks. Eugeniusz ponownie zwiódł francuskiego dowódcę, zamierzającego już koncentrować swe wojska w pobliżu Villabuona. Przyjmując, iż wojska cesarskie wykonują zwrot w kierunku południowym, de Catinat skierował swe oddziały na Ostiglię, by tam również przejść na drugą stronę Padu. Wskutek tego naprzeciw wojsk cesarskich nad Adygą pozostawiono stosunkowo nieduże siły; znaczny korpus pod Rivalta, zaś wydzielony oddział hr. de Tessé (ok. 6500 ludzi) zajmował pozycje między San Pietro a Porto Legnago; ponadto 7 batalionów sabaudzkich stacjonowało w Cerea. Pod dobrze oszańcowanym Carpi pozostał zaledwie niewielki kontyngent francuski liczący 1200 ludzi (dragoni i 300 piechurów, w tym połowa grenadierów) pod dowództwem płk. Saint-Frémonta, wyznaczony do osłony kanału Bianco i pobliskiego odcinka Adygi.
Teren przyszłego starcia był dla wojsk trudny, podmokły, pełen zarośli, pól ryżowych, przecięty kanałami i z rozległym obszarem mokradeł (tzw. Valli Veronesi) pomiędzy Tartaro i Adygą. Wąski przesmyk wiodący do Carpi był jedynym przejściem ku Mincio dla wojsk cesarskich kierujących się faktycznie na zachód. Do tego zadania książę Eugeniusz wyznaczył ok. 17 tys. ludzi (21 batalionów piechoty, 66 szwadronów jazdy) i 58 dział, znajdujących się w gotowości do ataku wieczorem 8 lipca.

## Bitwa

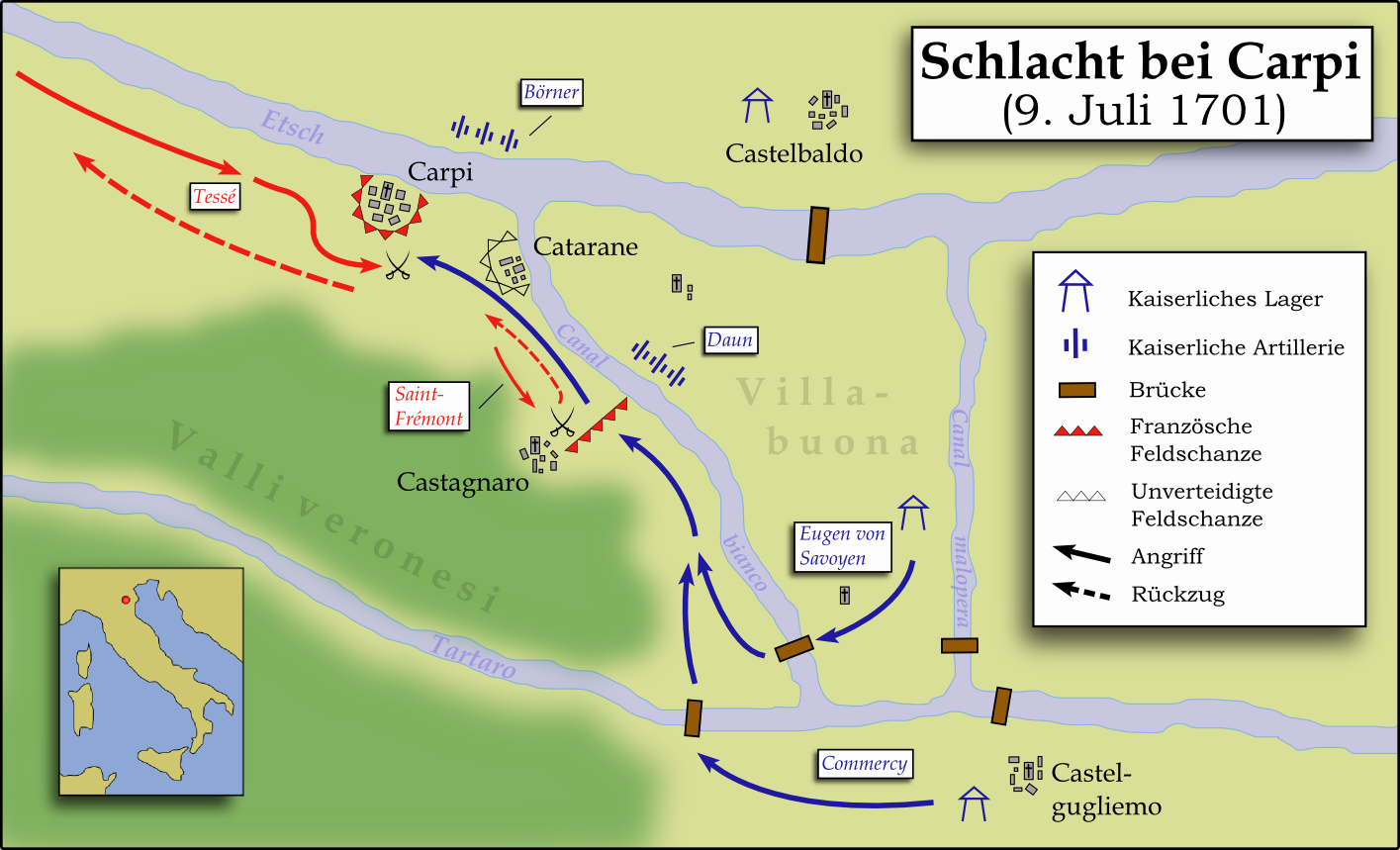
Schemat bitwy (według L.H. Wetzlera)

W nocy podzielone na dwa zgrupowania oddziały cesarskie niepostrzeżenie przebyły po mostach (ok. godz. 3:00) kanał Bianco i rzeczkę Tartaro, po czym skierowały się na północ ku Carpi. Pierwszym, złożonym z 8 batalionów pieszych i 18 szwadronów jazdy (4000 i 1800 ludzi) dowodził osobiście ks. Eugeniusz Sabaudzki; drugim, w sile 8 batalionów i 15 szwadronów (4000 i 1500 ludzi) – jego najbliższy doradca, ks. de Commercy. Atakujących miała wspierać ogniem artyleria skoncentrowana w dwóch ważnych taktycznie miejscach za kanałem (płk Daun) i na drugim brzegu Adygi (Boerner).
Poruszając się początkowo oddzielnie, ze względu na trudności terenowe obie kolumny połączyły się później i po 2 godzinach marszu dotarły o świcie do szańców Castagnaro. Po zaciętej walce i ich zajęciu, przezwyciężając następnie silny kontratak Francuzów, zostały one ostatecznie zdobyte, co zmusiło Saint-Frémonta do wycofania się w kierunku na Carpi. Ścigane i napierane przez cesarską jazdę jego oddziały nie potrafiły stawić skutecznego oporu również w szańcach następnej miejscowości – Catarane. Jednakże szybki postęp wymusił także na wojskach cesarskich zatrzymanie się i przeformowanie, pozostawiając tym samym czas Francuzom na lepsze przygotowanie Carpi do obrony oraz na ewakuację tamtejszych magazynów zaopatrzenia. Z pomocą podążał również zaalarmowany już hr. de Tessé, mając w dyspozycji 8 batalionów piechoty i 20 szwadronów kawalerii. Niestety, wskutek sprzecznych wiadomości z pola walki, poprowadził tylko niewielką część tych sił, resztę pozostawiając w odwodzie. 

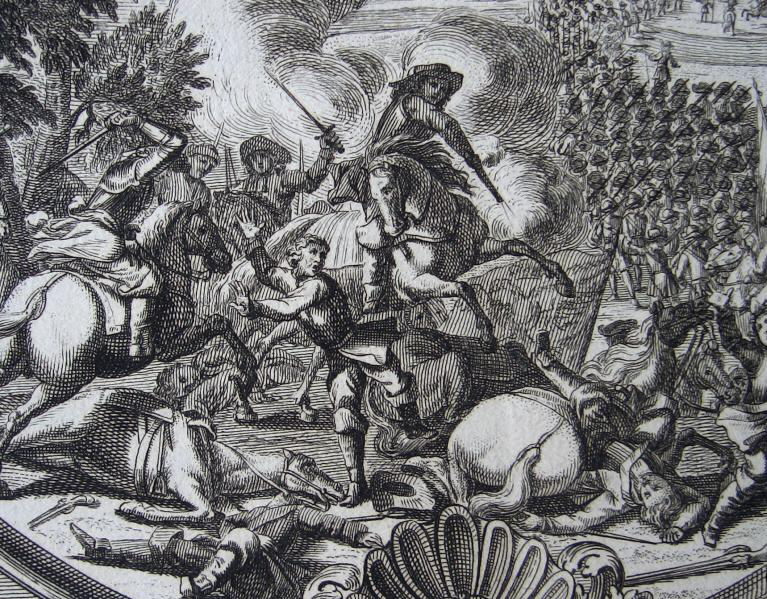
Walka jazdy pod Carpi (sztych XVIII-wieczny)

W tej sytuacji w obronie miejscowości doszło do kontruderzenia Francuzów, dokonanego z pomocą jedynie 2 pułków kirasjerów, 3 pułków dragonów i resztek osłabionych kompanii piechoty. Ze względu na teren niesprzyjający konnicy, znaczna część dragonów (2 pułki) podjęła walkę pieszą, podczas gdy kirasjerzy i pozostali dragoni zaatakowali frontalnie i z flanki pozycje Austriaków. W tej fazie bitwy doszło do niezwykle zaciętych walk kawalerii, m.in. uwieńczonych zdobyciem sztandaru francuskiego regimentu kirasjerów Mauroy. Szczególnie na lewym skrzydle wojsk cesarskich, po trzykrotnym odparciu szarż austriackich kirasjerów, silne zagrożenie ze strony Francuzów dowodzonych osobiście przez hr. de Tessé, wymagało nagłego wzmocnienia dodatkową piechotą i ciężką jazdą.
Po odparciu francuskiego uderzenia zaznaczyła się jednak liczebna przewaga oddziałów cesarskich, które stopniowo zaczęły oskrzydlać nieprzyjaciela. W tych warunkach hr. de Tessé nakazał powolny odwrót. Wycofywanie się jego oddziałów w kierunku zachodnim skutecznie osłaniały kontrataki spieszonych dragonów francuskich, opóźniając postęp Austriaków. Mimo napotkania na drodze odwrotu swych pozostałych batalionów piechoty i całej reszty kawalerii, stanowiących istotne wsparcie, de Tessé nie zdecydował się na wznowienie boju o Carpi, odchodząc do głównego obozu w Legnago. Również wyczerpane marszami i bojem wojska habsburskie zatrzymały się na północ od zdobytej miejscowości, nie będąc w stanie podjąć dalszego pościgu.

## Podsumowanie

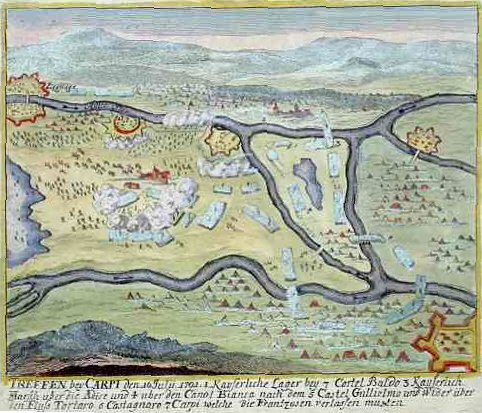
Plan ogólny ukazujący rozmieszczenie wojsk i topografię terenu bitwy (barwny miedzioryt współczesny)

### Straty
W tej pierwszej bitwie wojny sukcesyjnej starły się stosunkowo nieliczne wojska: siły Francuzów nie przekraczały 2 000 ludzi, Austriacy wprowadzili do walki ok. 10 300. Również ogólne straty po obu stronach nie były wysokie, zwłaszcza w porównaniu z późniejszymi bitwami tej wojny. Wojska francuskie straciły 350 zabitych i ponad 150 rannych (wśród nich 50 oficerów) oraz 109 jeńców (w tym 9 oficerów).
Straty wojsk cesarskich były nieznaczne i wyniosły zaledwie 42 zabitych (2 oficerów) i ok. 50-60 rannych (w tym 7 oficerów). Ks. Eugeniusz Sabaudzki, pod którym w tej bitwie zabito dwa konie i któremu raniono adiutanta, sam został lekko ranny postrzałem w  kolano; w krwawych walkach kawalerii poległo też po obu stronach kilku wyższych dowódców. Austriacy jako zdobycz zagarnęli w Carpi niewielką część francuskiego taboru i 200 koni.

### Skutki strategiczne
Istotne znaczenie tej bitwy pozwala zaliczać ją do kategorii strategicznych, tj. o charakterze nie rozstrzygającym, lecz stwarzającym sytuację korzystną dla rozwoju operacji militarnych. Wodzowi cesarskiemu zwycięstwo to dało mocną podstawę dalszych działań w Lombardii, z możliwością wykonania ruchów zarówno na Mediolan jak i Modenę, przy równoczesnym skróceniu i lepszym zabezpieczeniu linii zaopatrzenia jego wojsk. Wojskom całej koalicji antyfrancuskiej stworzyło okazję przejścia do działań ofensywnych na północnowłoskim teatrze operacji wojennych.
Wódz francuski swym wycofaniem się pozwolił ks. Eugeniuszowi na przejęcie kontroli nad całym obszarem pomiędzy Adygą i Mincio. Manewr ten w zaistniałej sytuacji wydawał mu się jednak uzasadniony; de Catinat usprawiedliwienia szukał też w niedostatku amunicji (obiecanej przez ministra wojny, lecz nie dosłanej). Mimo to, dotknięty niepowodzeniem Ludwik XIV odebrał mu dowództwo, powierzając je w dalszych działaniach marszałkowi de Villeroi.